# 小切伊知子
小切 伊知子（こぎれ いちこ、1995年〈平成7年〉5月12日 - ）は、日本の俳優。和歌山県出身。青年劇場所属。

## 来歴
和歌山県出身。2022年、秋田雨雀・土方与志記念青年劇場付属養成所卒業、同年入団。秋田雨雀・土方与志記念青年劇場所属。

## 舞台
（出演情報が入り次第更新）